# Cervantes (Ilocos Sur)
Cervantes è una municipalità di quarta classe delle Filippine, situata nella provincia di Ilocos Sur, nella regione di Ilocos.
Cervantes è formata da 13 baranggay:
- Aluling
- Comillas North
- Comillas South
- Concepcion (Pob.)
- Dinwede East
- Dinwede West
- Libang
- Malaya
- Pilipil
- Remedios
- Rosario (Pob.)
- San Juan
- San Luis